# Karl Christian Bruhns
Karl Christian Bruhns (Plön, 22 de noviembre de 1830 - Leipzig, 25 de julio de 1881) fue un astrónomo alemán.
Bruhns estudió inicialmente matemáticas y astronomía y trabajó desde 1851 en una oficina mecánica en Berlín, donde por la calidad de su trabajo adquirió la confianza de Johann Franz Encke, que era entonces director del Observatorio Astronómico de Berlín. Encke le admitió como segundo asistente en 1852, convirtiéndose en primer asistente en 1854. En 1856 se doctoró con la tesis De planetis minoribus inter Martem et Joven circa Solem versantibus (Sobre los asteroides que circundan en la órbita entre marte y júpiter) (Berlín 1856) con habilitación en 1859 en la Universidad de Berlín. En 1860 fue profesor de astronomía y director del Observatorio Astronómico de Leipzig. Por su proyecto en los años 1860/61 fue construido un nuevo observatorio en Johannistal. Bruhns realizó un trabajo intensivo en el cálculo de la trayectoria de cometas, habiendo descubierto algunos de ellos.
Cuando Johann Jacob Baeyer fue contratado para la medición de los arcos meridianos de Europa Central, Bruhns asumió los trabajos astronómico-geodésicos en Sajonia. Durante largo tiempo Bruhns fue jefe del Instituto Geodésico de Prusia y publicó diversas obras entre 1865 y 1874.
En el área de la meteorología Bruhns fue fundamental para la construcción de una densa red de estaciones meteorológicas en Sajonia.

## Obras
- Die astronomische Strahlenbrechung in ihrer historischen Entwicklung. Leipzig 1861
- Geschichte und Beschreibung der Leipziger Sternwarte. Leipzig 1861
- Atlas der Astronomie. Leipzig 1872
- Biographie Enckes. Leipzig 1869